# لیناردو ریکاردو ویرا
لیناردو ریکاردو ویرا (به پرتغالی: Leandro Ricardo Vieira) هافبک اهل برزیل است که در شهر سانتو آندره و در تاریخ ۳ آوریل ۱۹۷۹ به دنیا آمده‌است.
لیناردو ریکاردو ویرا در تیم‌های فوتبال Portuguesa سابقهٔ حضور دارد.